# هنری الی

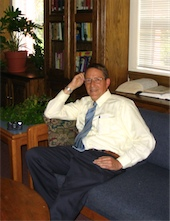
هنری الی

هنری الی (انگلیسی: Henry Alley) یک رمان‌نویس اهل ایالات متحده آمریکا است.